# 同點南鰍
同點南鰍（學名：Schistura isostigma）為輻鰭魚綱鯉形目條鰍科南鰍屬的其中一種。分布於亞洲寮國湄公河流域，本魚體延長，口下位，具觸鬚3對，沿著側邊的中央是一系列的瘦長斑塊，背部中線有6-8個不規則的深色鞍狀斑，背鰭軟條12枚，臀鰭軟條8枚，體長可達2.6公分。棲息在沙底質河川底層水域，生活習性不明。

## 扩展阅读
維基物種上的相關：同點南鰍